# Драгулян Георгій Васильович
Георгій Васильович Драгулян (24 липня 1965, Подвірне, Новоселицький район, Чернівецька область, Українська РСР, СРСР) — український тренер з триатлону. Заслужений тренер України (2005).
1993 року закінчив Донецький державний інститут здоров'я, фізичного виховання і спорту. Того року почав працювати тренером ДЮСШ у Донецьку. З 1995 — старший тренер відділу триатлону Школи вищої спортивної майстерності Донецької області. 2006 року — старший тренер юнацької збірної України. Серед його вихованців майстри спорту міжнародного класу Віктор Земцев і Тамара Козуліна. Станом на 2019 рік — головний тренер Донецької області.